# 虚庵懐敞
虚庵懐敞（こあん えしょう、生没不詳）は、宋で活動した臨済宗黄龍派の禅伯である。黄龍下8世。

## 生涯
生年・生地・俗姓不詳。天童山の雪庵従瑾からその法を嗣ぎ、天台山万年寺の住持となり日本から留学してきた明菴栄西を薫陶する。淳熙16年（1189年）には天童山景徳寺23世となった。栄西もこれに従ってその鉗鎚を受け、紹熙2年（1191年）に印可を得て法嗣となっている。没年・没地不詳。語録も伝わっていない。